# The Age of Information
The Age of Information es una banda de rock cristiano estadounidense originalmente formada por David Hodges, exteclista y vocalista de la banda Evanescence, y Mark Colbert, bajo el nombre de Trading Yesterday. Más tarde se incorporó Steven McMorran. En 2004, Trading Yesterday dio a conocer un CD demo titulado The Beauty and the Tragedy, firmaron con Epic Records más tarde ese mismo año. Lanzaron su primer sencillo, «One Day» en verano del 2005.

## Miembros
- David Hodges: voz principal, guitarra y piano.
- Steven McMorran: bajo y coros.
- Josh Dunahoo: guitarra.
- Will Hunt: batería.

### Miembros pasados
- Mark Colbert: batería (desde 2003 hasta 2006)

## Discografía

### Álbumes
- The Beauty and the Tragedy (15 de mayo de 2004; CD demo)
- More Than This (2006; inédito)

### EP
- Everything is Broken (11 de septiembre de 2007)

### Sencillos
- «One Day» (4 de mayo de 2005)